# Liste der Einträge im National Register of Historic Places im Municipality of Skagway Borough
Die Liste der Registered Historic Places in Skagway führt alle Bauwerke und historischen Stätten im Municipality of Skagway Borough im US-Bundesstaat Alaska auf, die in das National Register of Historic Places aufgenommen wurden.

## Skagway
- Chilkoot Trail
- Klondike Gold Rush National Historical Park
- Skagway Historic District and White Pass